# The Expendables 3
The Expendables 3 är en amerikansk actionfilm från 2014, regisserad av Patrick Hughes, efter en historia och manus av Sylvester Stallone som även spelar huvudrollen. Det är uppföljaren till The Expendables 2 (2012).

## Handling
Världens farligaste legosoldater, The Expendables, ledda av Barney Ross (Stallone), står ansikte mot ansikte med gruppens medgrundare Conrad Stonebanks (Gibson). Ross var tvungen att döda Stonebanks efter att han blev en hänsynslös vapenhandlare, men Stonebanks överlevde och tänker nu utplåna hela The Expendables. Ross samlar ihop sig nya och yngre gruppmedlemmar för att överkomma sin gamla motståndare.

## Rollista
| Sylvester Stallone    | – Barney Ross       |
| Jason Statham         | – Lee Christmas     |
| Harrison Ford         | – Max Drummer       |
| Arnold Schwarzenegger | – Trench Mauser     |
| Mel Gibson            | – Conrad Stonebanks |
| Wesley Snipes         | – Doc               |
| Dolph Lundgren        | – Gunnar Jensen     |
| Randy Couture         | – Toll Road         |
| Terry Crews           | – Hale Caesar       |
| Kelsey Grammer        | – Bonaparte         |
| Glen Powell           | – Thorn             |
| Antonio Banderas      | – Galgo             |
| Victor Ortiz          | – Mars              |
| Ronda Rousey          | – Luna              |
| Kellan Lutz           | – John Smilee       |
| Jet Li                | – Yin Yang          |
| Robert Davi           | – Goran Vogner      |

## Om filmen
- Inspelningen påbörjades den 19 augusti 2013 och avslutades 22 oktober.
- Bruce Willis skulle egentligen ha repriserat sin roll som Church men hoppade av på grund av oenighet om lönen. Producenterna erbjöd honom $3 miljoner för fyra dagars filmning i Bulgarien men Willis ville istället ha $4 miljoner, vilket de inte gick med på. Harrison Ford tog över Church-rollen som en annan karaktär.
- Jason Statham var nära på att dö i en olycka under en scen på en lastbil när bilen föll ner i havet efter att bromsarna slutat fungera.
- Tre veckor innan premiären läcktes filmen i DVD-kvalité ut på piratsidor på internet. Under de första 24 timmarna hade filmen laddats ner 189 000 gånger. Efter en vecka hade filmen laddats ner över 2 miljoner gånger.
- Trots att Jet Lis namn står högt upp på affischerna så syns han i bild under mindre än 5 minuter.
- En fjärde film är planerad och det är bekräftat att Pierce Brosnan kommer att medverka i den.